# Oxyopes
Oxyopes là một chi nhện trong họ Oxyopidae.

## Các loài
- Oxyopes abebae Strand, 1906
- Oxyopes acleistus Chamberlin, 1929
- Oxyopes aculeatus Bösenberg & Lenz, 1895
- Oxyopes affinis Lessert, 1915
- Oxyopes africanus Strand, 1906
- Oxyopes aglossus Chamberlin, 1929
- Oxyopes akakensis Strand, 1906
- Oxyopes albertianus Strand, 1913
- Oxyopes algerianus (Walckenaer, 1842)
- Oxyopes allectus Simon, 1910
- Oxyopes altifrons Mello-Leitão, 1941
- Oxyopes amoenus L. Koch, 1878
- Oxyopes angulitarsus Lessert, 1915
- Oxyopes annularis Yin, Zhang & Bao, 2003
- Oxyopes annulipes Thorell, 1890
- Oxyopes apollo Brady, 1964
- Oxyopes arcuatus Yin, Zhang & Bao, 2003
- Oxyopes argentosus Simon, 1910
- Oxyopes argyrotrichius Mello-Leitão, 1929
- Oxyopes armatipalpis Strand, 1912
- Oxyopes artemis Brady, 1969
- Oxyopes arushae Caporiacco, 1947
- Oxyopes ashae Gajbe, 1999
- Oxyopes aspirasi Barrion & Litsinger, 1995
- Oxyopes assamensis Tikader, 1969
- Oxyopes asterion Simon, 1910
- Oxyopes attenuatus L. Koch, 1878
- Oxyopes auratus Thorell, 1890
- Oxyopes aureolus Thorell, 1899
- Oxyopes auriculatus Lawrence, 1927
- Oxyopes baccatus Simon, 1897
- Oxyopes badhyzicus Mikhailov & Fet, 1986
- Oxyopes balteiformis Yin, Zhang & Bao, 2003
- Oxyopes bantaengi Merian, 1911
- Oxyopes bedoti Lessert, 1915
- Oxyopes berlandorum Lessert, 1915
- Oxyopes bharatae Gajbe, 1999
- Oxyopes bianatinus Xie & Kim, 1996
- Oxyopes bicorneus Zhang & Zhu, 2005
- Oxyopes bifidus F. O. P.-Cambridge, 1902
- Oxyopes bifissus F. O. P.-Cambridge, 1902
- Oxyopes biharensis Gajbe, 1999
- Oxyopes birabeni Mello-Leitão, 1941
- Oxyopes birmanicus Thorell, 1887
- Oxyopes bolivianus Tullgren, 1905
- Oxyopes bonneti Lessert, 1933
- Oxyopes bothai Lessert, 1915
- Oxyopes bouvieri Berland, 1922
- Oxyopes brachiatus Simon, 1910
- Oxyopes brevis Thorell, 1881
- Oxyopes caboverdensis Schmidt & Krause, 1994
- Oxyopes calcaratus Schenkel, 1944
- Oxyopes campestratus Simon, 1910
- Oxyopes campii Mushtaq & Qadar, 1999
- Oxyopes camponis Strand, 1915
- Oxyopes candidoi Garcia-Neto, 1995
- Oxyopes caporiaccoi Roewer, 1951
- Oxyopes carvalhoi Mello-Leitão, 1947
- Oxyopes castaneus Lawrence, 1927
- Oxyopes ceylonicus Karsch, 1891
- Oxyopes chapini Lessert, 1927
- Oxyopes chiapas Brady, 1975
- Oxyopes chittrae Tikader, 1965
- Oxyopes coccineoventris Lessert, 1946
- Oxyopes cochinchinensis (Walckenaer, 1837)
- Oxyopes concolor Simon, 1877
- Oxyopes concoloratus Roewer, 1951
- Oxyopes constrictus Keyserling, 1891
- Oxyopes cornifrons (Thorell, 1899)
  - Oxyopes cornifrons avakubensis Lessert, 1927
- Oxyopes cornutus F. O. P.-Cambridge, 1902
- Oxyopes cougar Brady, 1969
- Oxyopes crassus Schmidt & Krause, 1995
- Oxyopes crewi Bryant, 1948
- Oxyopes daksina Sherriffs, 1955
- Oxyopes decorosus Zhang & Zhu, 2005
- Oxyopes delesserti Caporiacco, 1947
- Oxyopes delmonteensis Barrion & Litsinger, 1995
- Oxyopes dingo Strand, 1913
- Oxyopes dubourgi Simon, 1904
- Oxyopes dumonti (Vinson, 1863)
- Oxyopes elegans L. Koch, 1878
- Oxyopes elifaz Levy, 2007
- Oxyopes elongatus Biswas et al., 1996
- Oxyopes embriki Roewer, 1951
  - Oxyopes embriki dorsivittatus (Strand, 1906)
  - Oxyopes embriki nigriventris (Strand, 1906)
- Oxyopes erlangeri Strand, 1906
- Oxyopes exsiccatus Strand, 1907
- Oxyopes extensipes (Butler, 1876)
- Oxyopes falcatus Zhang, Yang & Zhu, 2005
- Oxyopes falconeri Lessert, 1915
- Oxyopes fallax Denis, 1955
- Oxyopes felinus Brady, 1964
- Oxyopes flavipalpis (Lucas, 1858)
- Oxyopes flavus Banks, 1898
- Oxyopes fluminensis Mello-Leitão, 1929
- Oxyopes forcipiformis Xie & Kim, 1996
- Oxyopes fujianicus Song & Zhu, 1993
- Oxyopes galla Caporiacco, 1941
- Oxyopes gaofengensis Zhang, Zhang & Kim, 2005
- Oxyopes gemellus Thorell, 1891
- Oxyopes globifer Simon, 1876
- Oxyopes gossypae Mushtaq & Qadar, 1999
- Oxyopes gracilipes (White, 1849)
- Oxyopes gratus L. Koch, 1878
- Oxyopes gujaratensis Gajbe, 1999
- Oxyopes gurjanti Sadana & Gupta, 1995
- Oxyopes gyirongensis Hu & Li, 1987
- Oxyopes hastifer Simon, 1910
- Oxyopes hemorrhous Mello-Leitão, 1929
- Oxyopes heterophthalmus (Latreille, 1804) *
- Oxyopes hilaris Thorell, 1881
- Oxyopes hindostanicus Pocock, 1901
- Oxyopes hoggi Lessert, 1915
- Oxyopes holmbergi Soares & Camargo, 1948
- Oxyopes hostides Strand, 1906
- Oxyopes hotingchiehi Schenkel, 1963
- Oxyopes hupingensis Bao & Yin, 2002
- Oxyopes idoneus Simon, 1910
- Oxyopes imbellis Thorell, 1890
- Oxyopes incertus Mello-Leitão, 1929
- Oxyopes inconspicuus Strand, 1906
- Oxyopes indiculus Thorell, 1897
- Oxyopes indicus (Walckenaer, 1805)
- Oxyopes infidelis Strand, 1906
- Oxyopes inversus Mello-Leitão, 1949
- Oxyopes jabalpurensis Gajbe & Gajbe, 1999
- Oxyopes jacksoni Lessert, 1915
- Oxyopes javanus Thorell, 1887
  - Oxyopes javanus nicobaricus Strand, 1907
- Oxyopes jianfeng Song, 1991
- Oxyopes jubilans O. P.-Cambridge, 1885
- Oxyopes juvencus Strand, 1907
- Oxyopes kamalae Gajbe, 1999
- Oxyopes ketani Gajbe & Gajbe, 1999
- Oxyopes keyserlingi Thorell, 1881
- Oxyopes kobrooricus Strand, 1911
- Oxyopes kochi Thorell, 1897
- Oxyopes koreanus Paik, 1969
- Oxyopes kovacsi Caporiacco, 1947
- Oxyopes kraepelinorum Bösenberg, 1895
- Oxyopes kumarae Biswas & Roy, 2005
- Oxyopes kusumae Gajbe, 1999
- Oxyopes lagarus Thorell, 1895
- Oxyopes lautus L. Koch, 1878
- Oxyopes lenzi Strand, 1907
- Oxyopes lepidus (Blackwall, 1864)
- Oxyopes licenti Schenkel, 1953
- Oxyopes lineatifemur Strand, 1906
- Oxyopes lineatipes (C. L. Koch, 1847)
- Oxyopes lineatus Latreille, 1806
  - Oxyopes lineatus occidentalis Kulczyn'ski, 1907
- Oxyopes longespina Caporiacco, 1940
- Oxyopes longetibiatus Caporiacco, 1941
- Oxyopes longinquus Thorell, 1891
- Oxyopes longipalpis Lessert, 1946
- Oxyopes longispinosus Lawrence, 1938
- Oxyopes longispinus Saha & Raychaudhuri, 2003
- Oxyopes ludhianaensis Sadana & Goel, 1995
- Oxyopes luteoaculeatus Strand, 1906
- Oxyopes lynx Brady, 1964
- Oxyopes macilentus L. Koch, 1878
- Oxyopes macroscelides Mello-Leitão, 1929
- Oxyopes maripae Caporiacco, 1954
- Oxyopes masculinus Caporiacco, 1954
- Oxyopes mathias Strand, 1913
- Oxyopes matiensis Barrion & Litsinger, 1995
- Oxyopes mediterraneus Levy, 1999
- Oxyopes megalops Caporiacco, 1947
- Oxyopes m-fasciatus Piza, 1938
- Oxyopes minutus Biswas et al., 1996
- Oxyopes mirabilis Zhang, Yang & Zhu, 2005
- Oxyopes modestus Simon, 1876
- Oxyopes molarius L. Koch, 1878
- Oxyopes naliniae Gajbe, 1999
- Oxyopes nanulineatus Levy, 1999
- Oxyopes nenilini Esyunin & Tuneva, 2009
- Oxyopes nigripalpis Kulczyn'ski, 1891
- Oxyopes nigrolineatus Mello-Leitão, 1941
- Oxyopes nilgiricus Sherriffs, 1955
- Oxyopes ningxiaensis Tang & Song, 1990
- Oxyopes niveosigillatus Mello-Leitão, 1945
- Oxyopes notivittatus Strand, 1906
- Oxyopes obscurifrons Simon, 1910
- Oxyopes occidens Brady, 1964
- Oxyopes ocelot Brady, 1975
- Oxyopes oranicola Strand, 1906
- Oxyopes ornatus (Blackwall, 1868)
- Oxyopes oryzae Mushtaq & Qadar, 1999
- Oxyopes ovatus Biswas et al., 1996
- Oxyopes pallidecoloratus Strand, 1906
  - Oxyopes pallidecoloratus nigricans Caporiacco, 1947
- Oxyopes pallidus (C. L. Koch, 1838)
- Oxyopes palliventer Strand, 1911
- Oxyopes pandae Tikader, 1969
- Oxyopes pankaji Gajbe & Gajbe, 2000
- Oxyopes panther Brady, 1975
- Oxyopes papuanus Thorell, 1881
- Oxyopes pardus Brady, 1964
- Oxyopes patalongensis Simon, 1901
- Oxyopes pawani Gajbe, 1992
- Oxyopes pennatus Schenkel, 1936
- Oxyopes personatus Simon, 1896
- Oxyopes pigmentatus Simon, 1890
- Oxyopes pingasus Barrion & Litsinger, 1995
- Oxyopes positivus Roewer, 1961
- Oxyopes praedictus O. P.-Cambridge, 1885
- Oxyopes providens Thorell, 1890
- Oxyopes pugilator Mello-Leitão, 1929
- Oxyopes pulchellus (Lucas, 1858)
- Oxyopes punctatus L. Koch, 1878
- Oxyopes purpurissatus Simon, 1910
- Oxyopes quadridentatus Thorell, 1895
- Oxyopes quadrifasciatus L. Koch, 1878
- Oxyopes rajai Saha & Raychaudhuri, 2003
- Oxyopes ramosus (Martini & Goeze, 1778)
- Oxyopes ratnae Tikader, 1970
- Oxyopes raviensis Dyal, 1935
- Oxyopes reddyi Majumder, 2004
- Oxyopes reimoseri Caporiacco, 1947
- Oxyopes rejectus O. P.-Cambridge, 1885
- Oxyopes reticulatus Biswas et al., 1996
- Oxyopes rouxi Strand, 1911
- Oxyopes royi Roewer, 1961
- Oxyopes rubicundus L. Koch, 1878
- Oxyopes rubriventer Caporiacco, 1941
  - Oxyopes rubriventer paecilus Caporiacco, 1941
- Oxyopes rubrosignatus Keyserling, 1891
- Oxyopes rufisternis Pocock, 1901
- Oxyopes rufovittatus Simon, 1886
- Oxyopes rukminiae Gajbe, 1999
- Oxyopes russoi Caporiacco, 1940
- Oxyopes russulus Thorell, 1895
- Oxyopes rutilius Simon, 1890
- Oxyopes ruwenzoricus Strand, 1913
- Oxyopes ryvesi Pocock, 1901
- Oxyopes saganus Bösenberg & Strand, 1906
- Oxyopes sakuntalae Tikader, 1970
- Oxyopes salticus Hentz, 1845
- Oxyopes saradae Biswas & Roy, 2005
- Oxyopes scalaris Hentz, 1845
- Oxyopes schenkeli Lessert, 1927
- Oxyopes sectus Mello-Leitão, 1929
- Oxyopes sertatoides Xie & Kim, 1996
- Oxyopes sertatus L. Koch, 1878
- Oxyopes setipes Thorell, 1890
- Oxyopes sexmaculatus Mello-Leitão, 1929
- Oxyopes shweta Tikader, 1970
- Oxyopes sinaiticus Levy, 1999
- Oxyopes singularis Lessert, 1927
- Oxyopes sitae Tikader, 1970
- Oxyopes sjostedti Lessert, 1915
- Oxyopes sobrinus O. P.-Cambridge, 1872
- Oxyopes squamosus Simon, 1886
- Oxyopes stephanurus Mello-Leitão, 1929
- Oxyopes sternimaculatus Strand, 1907
- Oxyopes strandi Caporiacco, 1939
- Oxyopes striagatus Song, 1991
- Oxyopes striatus (Doleschall, 1857)
- Oxyopes subabebae Caporiacco, 1941
- Oxyopes subhadrae Tikader, 1970
- Oxyopes subimali Biswas et al., 1996
- Oxyopes subjavanus Strand, 1907
- Oxyopes summus Brady, 1975
- Oxyopes sunandae Tikader, 1970
- Oxyopes sushilae Tikader, 1965
- Oxyopes taeniatulus Roewer, 1955
- Oxyopes taeniatus Thorell, 1877
- Oxyopes takobius Andreeva & Tyschchenko, 1969
- Oxyopes tapponiformis Strand, 1911
- Oxyopes tenellus Song, 1991
- Oxyopes tibialis F. O. P.-Cambridge, 1902
- Oxyopes tiengianensis Barrion & Litsinger, 1995
- Oxyopes tikaderi Biswas & Majumder, 1995
- Oxyopes timorensis Schenkel, 1944
- Oxyopes timorianus (Walckenaer, 1837)
- Oxyopes toschii Caporiacco, 1949
- Oxyopes travancoricola Strand, 1912
- Oxyopes tridens Brady, 1964
- Oxyopes tuberculatus Lessert, 1915
  - Oxyopes tuberculatus mombensis Lessert, 1915
- Oxyopes ubensis Strand, 1906
- Oxyopes uncinatus Lessert, 1915
- Oxyopes vanderysti Lessert, 1946
- Oxyopes variabilis L. Koch, 1878
- Oxyopes versicolor Thorell, 1887
- Oxyopes vogelsangeri Lessert, 1946
- Oxyopes wokamanus Strand, 1911
- Oxyopes wroughtoni Pocock, 1901
- Oxyopes xinjiangensis Hu & Wu, 1989
- Oxyopes zavattarii Caporiacco, 1939